# Comandante de escuadrilla

Distintivo de grado del comandante de escuadrilla usado en la bocamanga en la tenida número 1, el cual consta de 1 estrella plateada y 1 barra de 7 milímetros alrededor de 2 barras de 14 milímetros.

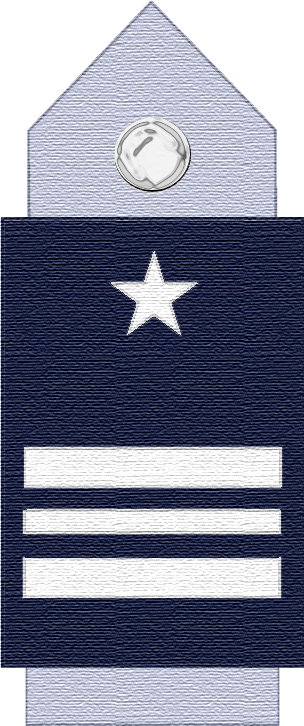
Distintivo de grado del Comandante de Escuadrilla usado en los hombros, el cual consta de 1 estrella plateada y 1 barra de 7 milímetros alrededor de 2 barras de 14 milímetros.

Comandante de escuadrilla es un grado de oficiales de la Fuerza Aérea de Chile, el más bajo dentro de los oficiales jefes. Es equivalente a mayor en el Ejército de Chile y a capitán de corbeta en la Armada de Chile.
Este grado tiene una duración de cinco años el cual se debe desempeñar comandando una Escuadrilla siendo del Escalafón Aire.
En los inicios de la Fuerza Aérea, este grado era equivalente al de teniente coronel del Ejército, siendo Arturo Merino Benítez el primer oficial que alcanzó esta denominación.
- Datos: Q5778210